# Macrotrichaphis yatsugatakensis
Macrotrichaphis yatsugatakensis är en insektsart. Macrotrichaphis yatsugatakensis ingår i släktet Macrotrichaphis och familjen långrörsbladlöss. Inga underarter finns listade i Catalogue of Life.